# Leucocelis lunata
Leucocelis lunata är en skalbaggsart som beskrevs av Reiche 1847. Leucocelis lunata ingår i släktet Leucocelis och familjen Cetoniidae. Utöver nominatformen finns också underarten L. l. quadristicta.